# Xã Wabaunsee, Quận Wabaunsee, Kansas
Xã Wabaunsee (tiếng Anh: Wabaunsee Township) là một xã thuộc quận Wabaunsee, tiểu bang Kansas, Hoa Kỳ. Năm 2010, dân số của xã này là 524 người.